# Sambaina
Sambaina is een plaats en commune in het centrum van Madagaskar, behorend tot het district Manjakandriana, dat gelegen is in de regio Analamanga. Tijdens een volkstelling in 2001 telde de plaats 6.650 inwoners.
De plaats biedt naast lager onderwijs ook middelbaar onderwijs aan. 85 % van de bevolking werkt als landbouwer. De belangrijkste landbouwproducten zijn maniok en aardappelen; andere belangrijke producten zijn bonen en rijst. Verder is 15% actief in de dienstensector.